# Niklas Fengler
Niklas Fengler (...) è un giocatore di football americano tedesco che gioca come wide receiver per i Marburg Mercenaries.